# قصور الصمام الرئوي
قصور الصمام الرئوي (بالإنجليزية: Pulmonary insufficiency)‏ هو حالة مرضية يصبح فيها الصمام الرئوي عاجزًا عن أداء وظيفته بشكل طبيعي، ما يؤدي إلى قلس في الجريان الدموي من الشريان الرئوي إلى البطين الأيمن للقلب خلال فترة الانبساط. في حين قد يعتبر شيء يسير من الجريان العكسي أمرًا طبيعيًا، إذ لا يظهر إلا عند تصوير القلب بالأمواج فوق الصوتية ولا يؤدي إلى أعراض. يعتبر القلس الأكثر وضوحًا والملاحظ بالفحص السريري علامة مرضية تحتاج إلى استقصاءات إضافية. إذا كان قصور الصمام الرئوي ثانويًا لارتفاع لفرط ضغط الدم الرئوي، يُشار إليه باسم نفخة غراهام ستيل.

## الأعراض والعلامات
بما أن قصور الصمام الرئوي ينتج عن عوامل أخرى في الجسم، قد تكون الأعراض الملاحظة ناتجة عن الحالة المرضية المسببة وليس عن القلس بحد ذاته. لكن القلس الشديد يمكن أن يؤدي إلى تضخم البطين الأيمن بآلية الاتساع، ثم قصور القلب في المراحل المتقدمة منه. يمكن في بعض الأحيان ملاحظة نفخة انبساطية متناقصة بالإصغاء على الحافة السفلية اليسرى للقص.

## الأسباب

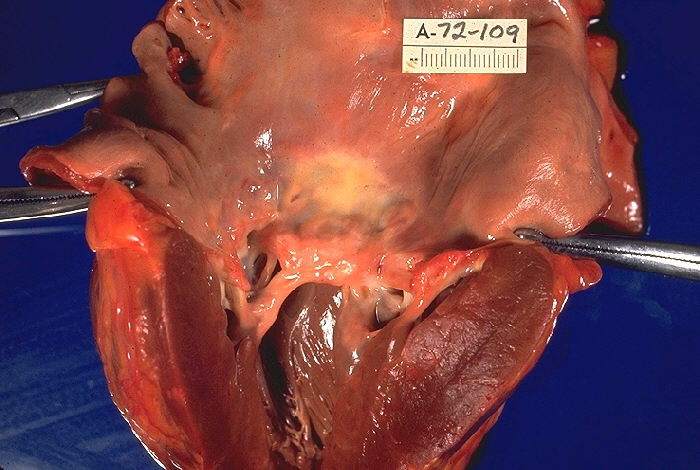
إصابة قلبية بالحمى الرثوية.

تشمل أسباب قصور الصمام الرئوي ما يلي:
- فرط ضغط الدم الرئوي.[6]
- التهاب الشغاف الإنتاني.
- إصابة القلب بالحمى الرثوية.
- داء النسيج الضام.[7]
- المتلازمة السرطاوية.
- تشوهات القلب الولادية.[8]
- رباعي فالو.[9]
- الصمام القلبي الصنعي.[10]

## الفيزيولوجيا المرضية
يعود السبب الفيزيولوجي المرضي إلى تغيرات الضغط الانبساطي بين الشريان الرئوي والبطين الأيمن، تكون الاختلافات صغيرة جدًا في معظم الأحيان لكنها تزيد من القلس. يمكن ملاحظة ارتفاع مستوى قصور الصمام الرئوي بسبب ارتفاع الضغط داخل الصدر لدى المرضى الموضوعين على التهوية الآلية (بسبب الفيزيولوجيا الحاصرة الحادة للبطين الأيمن).
أسباب التغيرات في قساوة جدران البطين الأيمن ليست معروفة بشكل تام، لكن الباحثين يعتقدون أن هذه القساوة تزداد مع حدوث ضخامة البطين

## التشخيص
بهدف تشخيص قصور الصمام الرئوي، يفيد استخدام كل من تخطيط القلب والتصوير بالأمواج فوق الصوتية، إضافة إلى استخدام صورة الصدر الشعاعية البسيطة التي قد تكشف ضخامة في الأذينة اليمنى أو البطين الأيمن.

## العلاج
في علاج قصور الصمام الرئوي، يجب تحديد إن كان فرط ضغط الدم الرئوي سببًا في المشكلة لبدء العلاج المناسب في أقرب وقت ممكن (يمكن أن يكون فرط ضغط الدم الرئوي بدئيًا أو ثانويًا تاليًا للصمة الرئوية مثلًا). إضافة إلى ذلك، يُعالج قصور الصمام الرئوي عادة بعلاج الحالة المرضية المسببة. في بعض الحالات، يجب تبديل الصمام الرئوي باستخدام الجراحة.